# Sofinnova Partners
 (août 2019).
Sofinnova Partners est un fonds de capital-risque français.